# عمر متولي
عمر متولي (بالإنجليزية: Omar Metwally)‏ مواليد 10 أبريل 1974 في نيويورك، هو ممثل أمريكي بدأ مسيرته الفنية عام 1999. درس في جامعة كاليفورنيا.

## النشأة
ولد بتاريخ 10 أبريل 1974 في كوينز أحد أكبر الأحياء في مدينة نيويورك لأب مصري وأم هولندية. انتقل مع والديه إلى مقاطعة أورانج في سن الثالثة. تخرج من جامعة كاليفورنيا.

## الأعمال
- الوحدة
- غريز أناتومي
- رينديشن
- ملحمة الشفق: بزوغ الفجر - الجزء 2
- بلا توقف

## وصلات خارجية
- عمر متولي على موقع IMDb (الإنجليزية)
- عمر متولي على موقع ألو سيني (الفرنسية)
- عمر متولي على موقع أول موفي (الإنجليزية)
- عمر متولي على موقع قاعدة بيانات برودواي على الإنترنت (الإنجليزية)
- عمر متولي على موقع قاعدة بيانات الأفلام السويدية (السويدية)
- عمر متولي على موقع قاعدة بيانات الفيلم (الإنجليزية)
- عمر متولي على موقع كينوبويسك (الروسية)